# Динур, Ирит
Ирит Динур ( ивр. אירית דינור‎ ) — израильская учёная-компьютерщик. Профессор компьютерных наук в Институте Вейцмана. В 2024 году была назначена постоянным преподавателем Школы математики Института перспективных исследований . Её исследования посвящены основам компьютерной науки и комбинаторике, в частности, вероятностно проверяемым доказательствам, сложности аппроксимации, многомерным расширителям.

## Биография
Родилась в Иерусалиме в 1973 году.  В 1995 году получила степени бакалавра и магистра в области математики и компьютерных наук (с отличием) в Тель-Авивском университете. Докторскую степень получила в 2001 году в Школе компьютерных наук Тель-Авивского университета (руководитель  Шмуэль Сафра; диссертация  «О сложности аппроксимации минимального вершинного покрытия и ближайшего вектора в решетке». Она проводила постдокторские исследования в течение трёх лет ( сначала в Институте перспективных исследований в Принстоне, штат Нью-Джерси, затем в Исследовательском институте NEC в Принстоне и, наконец, в Институте Миллера в  Калифорнийском университете в Беркли). 
С 2004 по 2007 год преподавала в Еврейском университете в Иерусалиме, с 2007 года— в Институте Вейцмана.
В 2019 году читала лекции Германа Вейля в Институте перспективных исследований в Принстоне и была приглашенным профессором там  в 2010—2019 году.
В 2006 году Динур опубликовала новое доказательство теоремы PCP, которое было значительно проще предыдущих доказательств . Её исследования касаются высокоразмерного  расширения (аналог графов экспандеров, который опирается на теорию групп, топологию и комбинаторику), которое связывает математику и информатику, и, предлагает решения для проблем реального мира (устойчивость к ошибкам, исправление ошибок, вероятностно проверяемые доказательства).

## Личная жизнь
Замужем, трое детей.

## Награды и признание
- 2007 год— исследовательская премия Михаэля Бруно в области компьютерных наук от благотворительного фонда Яд ха-Надив[англ.][5]
- 2010 год—пленарный докладчик на Международном конгрессе математиков
- 2012 год— премия Эрдёша , присуждаемая Израильским математическим союзом[англ.][6]
- 2012–2013 год —стипендия в Гарвардском университете
- 2014— премия Левинсона по математике[3]
- 2018 —премии за выдающиеся достижения в исследованиях Израильского вакуумного общества[3]
- 2019 — премия Гёделя за работу «Теорема PCP путем усиления зазора»[3].
- 2021—премия Хелен и Мартина Киммел за инновационные исследования[3].
- премии PODS Alberto O. Mendelzon Test-of-Time Award, присуждаемой Ассоциацией вычислительной техники за статью, оказавшую наибольшее влияние в течение десятилетия[3].

## Внешние ссылки
- Персональная домашняя страница
- Пост 1 к столетию Тьюринга: Ирит Динур